# Тесіда Дмитро Григорович
Дмитро Григорович Тесіда (1898, Лавтоге-тундра, тепер Єнісейського району Красноярського краю, Російська Федерація — ?) — радянський діяч, голова Тазівського райвиконкому Ямало-Ненецького національного округу Тюменської області. Депутат Верховної ради СРСР 2-го скликання.

## Біографія
Народився в ненецькій родині. З дитячих років працював на рибних промислах, був мисливцем за хутрами. З 1913 року проживав на Ямалі (теперішній Тазівський район Ямало-Ненецького автономного округу), наймитував у багатих оленярів, випасав стада оленів.
На початку 1930-х років вступив до колгоспу і до 1932 року працював головою колгоспу «Победа» Тазівського району Ямало-Ненецького національного округу. У 1932—1934 роках — член правління кооперативу Тазівського району.
З 1934 до 1936 року навчався в радянсько-партійній школі в Салехарді.
З 1937 до 1938 року — масовик Червоного чуму по Тазівському районі; інструктор колгоспного будівництва Тазівського районного земельного відділу.
З 1938 року — голова виконавчого комітету Тазівської районної ради депутатів трудящих Ямало-Ненецького національного округу Тюменської області. Член ВКП(б).
Подальша доля невідома.